# Pierre runique de Sandavágur
La pierre runique de Sandavágur est l'une des trois pierres runiques découverte aux îles Féroé. Exhumée en 1917 à Sandavágur, elle est aujourd'hui abritée dans l'église de la ville.

## Description
Sur cette pierre runique figure une inscription viking datant du XIIIe siècle. Elle déclare Thorkell Onundarson, originaire du Rogaland en Norvège, comme le premier habitant des lieux. Elle apparaît similaire aux pierres runiques datant de la même époque retrouvées dans cette partie de la Norvège.

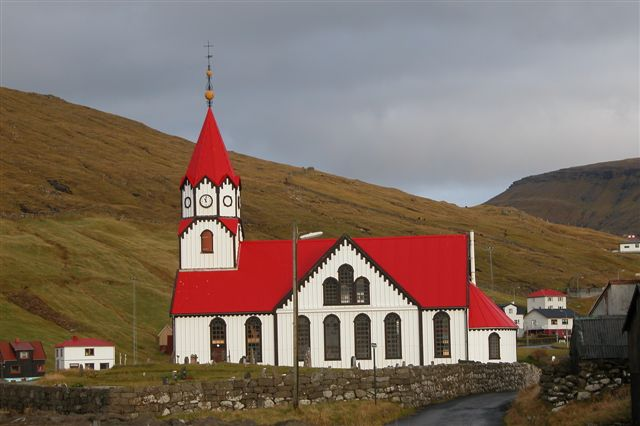
L'église de Sandavágur abritant la pierre.